# Rost d'en Pi
Rost d'en Pi és un jaciment, necròpolis a Argelaguer (La Garrotxa), inclòs a l'Inventari del Patrimoni Arqueològic i Paleontològic de Catalunya.
Va ser un lloc d'enterrament de l'època medieval, una necròpolis dels segles xi i xii.
És una estructura amb tres lloses en posició horitzontal que constituïen una planta rectangular-trapezoïdal amb una tomba al seu interior.
Lloses molt ben posades, una al costat de l'altre creant tombes en forma de persones. Aquesta és una de les descobertes que ha fet recentment l'Ajuntament d'Argelaguer amb motiu de les obres de reposició i millora dels serveis urbanístics al nucli històric del poble.